# Quercus disciformis
Espèce
Classification phylogénétique
Quercus disciformis est une espèce d'arbres du sous-genre Cyclobalanopsis. L'espèce est présente en Chine.